# (34922) 4825 P-L
4825 P-L (asteroide 34922) é um asteroide da cintura principal. Possui uma excentricidade de 0.02693610 e uma inclinação de 1.44747º.
Este asteroide foi descoberto no dia 24 de setembro de 1960 por Cornelis Johannes van Houten e Ingrid van Houten-Groeneveld e Tom Gehrels em Palomar.